# Kaindy (Fluss)
Der Kaindy (russisch Каинды; kirgisisch Кайыңды, Kajyngdy) ist ein linker Nebenfluss des Sarydschas im Oblus Yssykköl in Kirgisistan (Zentralasien).

## Kurzbeschreibung
Der Kaindy wird vom Kaindy-Gletscher gespeist, welcher sich zwischen Kaindykette im Süden und Engiltschekkette im Norden befindet, und verläuft in westlicher Richtung.